# Eiszeit (Eisbrecher-Album)
Eiszeit ist das vierte Studioalbum der deutschen Rockband Eisbrecher. Es erschien im Jahr 2010. Mit Eiszeit konnten Eisbrecher erstmals in der Bandgeschichte die Top 10 der deutschen Albumcharts erreichen. Das Album stieg auf Platz 5 ein. Das Album erschien in drei Versionen: einer zehn Stücke umfassenden Standardversion, einer Deluxe-Edition mit drei Bonusstücken, davon zwei Remixes, und einer limitierten Edition mit zusätzlich zu den Bonusstücken Live-Material von einem Auftritt in Stuttgart aus dem Jahre 2009.

## Stil
Der Stil bewegt sich, wie beim Vorgängeralbum Sünde zwischen Elektronik und Rock, ist aber im allgemeinen Klang eher poppiger geworden, was die Titel Eiszeit und Dein Weg, eine Ballade, zeigen. Es wurden des Öfteren Vergleiche mit Depeche Mode gezogen. Beim Stück Die Engel wurden Ähnlichkeiten zum Schlager gesehen.

## Texte
In Interviews gaben Eisbrecher an, der Titel des Albums komme von der Kälte, die in den Menschen regiere. Dies spiegelt sich unter anderen in den Texten der Songs Eiszeit und Amok wider. Der allgemeine Körperkult wird in Supermodel thematisiert.
Thomas Pilgrim äußerte sich zu den Texten deutlich negativ: „Und wenn Wesselsky seine parolenhaften Provo-Texte mit etwas deklamiert, das man wertfrei am besten als kräftige Männerstimme bezeichnet, möchte man es ihm beinahe gleichtun: Viel Lärm um gar nichts. Keine Liebe ohne Hiebe. Kopieren geht über studieren. Allesamt bestimmt keine lyrischen Ruhmesblätter. Aber auch nicht viel schlechter als Zeilen wie ‚Messer, Gabel, Schere, Licht / Sind für kleine Kinder nicht / Handgranate, Sturmgewehr / Lieben sie dagegen sehr.‘“

## Titelliste
1. Böse Mädchen – 3:55
2. Eiszeit – 3:40
3. Bombe – 3:11
4. Gothkiller (Eisbrecher vs. Roberto Vitacca) – 3:50
5. Die Engel – 3:36
6. Segne deinen Schmerz – 4:19
7. Amok – 3:55
8. Dein Weg – 3:46
9. Supermodel – 3:35
10. Der Hauch des Lebens – 4:09
11. Kein Wunder – 4:51*
12. Amok (Renegades of Noise Remix) – 5:42*
13. Schwarze Witwe (TLP-Remix) – 4:51*

(*) Bonustracks auf der limitierten Edition

## Rezeption
Michael Edele von Laut.de nannte Eiszeit „ein weitgehend gutes Album“. Er vergab drei von fünf Sternen. Auf Whiskey-soda.de wurde das Album als „mit Abstand das beste Werk der Bajuwaren“ bezeichnet. Nach Schulnoten wurde eine eins vergeben.
Auf musikreviews.de schrieb Andreas Schulz: „Man kann Eisbrecher durchaus berechtigt scheiße finden, muss man aber nicht. ‚Eiszeit‘ ist ein gutes Album, das sicher keinen Kreativitätswettbewerb gewinnt, aber die Stärken von Eisbrecher auf den Punkt bringt und am besten mit einem guten Actionfilm zu vergleichen ist: nicht unbedingt anspruchsvoll, aber unterhaltsam.“
Thomas Pilgrim schrieb für plattentests.de: „Eisbrecher stehen mit ihrem vierten Album nämlich nicht nur auf der Matte, sondern haben inzwischen sicher schon längst die Tür eingetreten. Brachial bolzen die dichten Metal-Gitarren, großmannssüchtig wachsen schwitzende Computerbeats und Electro-Fanfaren zu monströsen Elfenbeintürmen empor.“